# Blade Dancer: Lineage of Light
Blade Dancer: Lineage of Light (en japonais : Blade Dancer: Sennen no Yakusoku) est un jeu vidéo de rôle japonais (JRPG) sorti en 2006 (en 2007 en France) sur PlayStation Portable, développé par Hit Maker (ja) et édité par Sony. Le jeu existe également sur PS Vita, PS4 et PS5.
Le jeu reçoit un accueil mitigé, jugé trop classique par la critique, en particulier pour son histoire, mais les systèmes d'artisanat et de combat sont tout de même appréciés. Le jeu parvient malgré tout à attirer l'attention à l'époque, n'ayant pas de gros RPG concurrent sur cette console.

## Trame
Le personnage principal est un jeune homme nommé Lance (en japonais : Shane), qui débarque sur l'île de Foo à la recherche d'aventure. Cette île était autrefois habitée par les Zeimos, une civilisation très avancée pratiquant la magie.
Lance possède un tatouage similaire à un ancien héros ayant mystérieusement disparu, le Blade Dancer.

## Système de jeu
Blade Dancer: Lineage of Light est un RPG japonais qui se joue à la troisième personne, il alterne donc entre phases de déplacement et phases de combat. Il dispose d'un système de quête, dont beaucoup sont optionnelles, et d'un système de donjons.
Les ennemis sont représentés dans le monde par des crânes, les ennemis puissants étant coloriés et noir et ceux plus faibles en bleu. Les ennemis peuvent poursuivre le joueur, mais s'ils jugent ce dernier trop puissant, ils peuvent battre en retraite puis revenir accompagnés d'ennemis plus puissants.
Le jeu dispose d'un système d'artisanat permettant de fabriquer des armes, des armures et des objets à partir d'éléments pouvant être achetés aux commerçants ou obtenus comme récompenses lors des combats. Ce système peut être activé à n'importe quel moment, y compris dans les donjons, mais il ne met pas le jeu en pause. Les armes ont par ailleurs un système de durabilité et ne peuvent pas être réparées, obligeant le joueur à fabriquer de nouvelles armes régulièrement. Il est possible d'obtenir des recettes d'artisanat dans le jeu, ou alors d'essayer des recettes par soi-même. Chaque personnage est spécialisé dans l'artisanat de certains objets.
Lors des combats, chaque personnage dispose d'une horloge lunaire en forme de cercle qui se remplit progressivement. Lorsque ce cercle est plein, le joueur peut sélectionner le personnage et lui faire réaliser une action: utiliser un objet, lancer un sort ou attaquer avec son arme. Les combats ne peuvent pas être mis en pause, y compris pendant la navigation dans les menus. Les personnages et les ennemis disposent également d'une réserve de magie commune leur permettant de lancer des sorts spéciaux ou de se soigner, elle se remplit petit à petit lorsqu'une attaque d'un des personnages ou d'un ennemi est réussie. Ces sorts spéciaux peuvent être interrompus si le personnage ou le monstre subit des dégâts pendant l'incantation du sort.

### Multijoueur
Le jeu dispose d'un mode multijoueur permettant d'inviter jusqu'à trois autres personnes dans une partie. Le but du jeu dans ce mode est de compléter des donjons en ramassant des objets. Ces objets sont ensuite utilisables en mode solo.

## Commercialisation
Le jeu est développé par le studio japonais Hit Maker, ainsi que par Sony Computer Entertainment. La sortie du jeu est annoncée par Sony le 2 décembre 2005 via un dessin animé de présentation. Le jeu sort le 2 mars 2006 au Japon, publié par Sony.
Le 18 juillet 2006 le jeu sort en Amérique du Nord, publié par la filiale nord-américaine de Nippon Ichi Software (NIS). Une version européenne publiée par Ignition Entertainment sort le 26 janvier 2007 en France et le 9 février 2007 au Royaume-Uni.
Le 22 février 2012, une version du jeu sort sur PS Vita aux États-Unis, produite par NIS.
En mai 2023, le jeu sort sur PS4 et PS5, disponible via l'abonnement Playstation Plus.

## Accueil
Le jeu reçoit un accueil mitigé d'après l'agrégateur de critiques Metacritic.
D'après Bethany Massimilla de chez GameSpot, la narration manque d'originalité mais le système d'artisanat et le système de combat en temps réel sont intéressants et originaux. Rob Fahey, conseiller de rédaction pour le site britannique de jeu-vidéo Eurogamer, fait une analyse similaire. Selon lui, le jeu doit sa renommée non pas à ses qualités, mais à l'absence de gros RPG sur PSP à l'époque. Logan, journaliste du site spécialisé jeuxvideo.com, déplore la trop grande difficulté qui oblige à gagner des niveaux très rapidement au début du jeu. Pour Juan Castro de IGN, le seul point positif du jeu est le système de combat, qu'il qualifie de « brisk and even a little frenetic » (« vif et frénétique »). Cependant, pour l'Electronic Gaming Monthly, il n'y a rien de bien dans ce jeu si ce n'est qu'il est court.